# Peter Landau

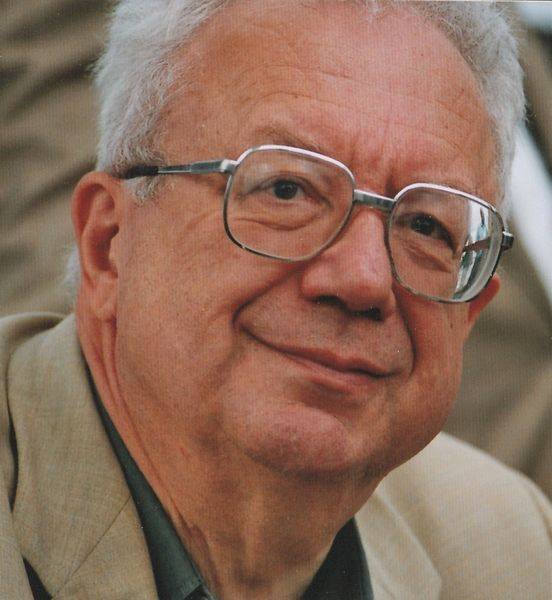
Peter Landau beim Internationalen Kanonistenkongreß in Washington 2004, aufgenommen von Werner Maleczek.

Peter Landau (* 26. Februar 1935 in Berlin; † 23. Mai 2019 in München) war ein deutscher Rechtsgelehrter, Rechtshistoriker und Kanonist. Von 1968 bis 1987 war er ordentlicher Professor für Historische Kanonistik, Privatrechtsgeschichte und Bürgerliches Recht an der Universität Regensburg. Schwerpunktmäßig erforschte er das mittelalterliche kanonische Recht vor allem des 12. und 13. Jahrhunderts.

## Leben
Der Sohn von Gerhard Landau, einem Bankkaufmann, und dessen Ehefrau Frau Ilse Landau, geborene Lohr, wurde 1935 in Berlin-Friedenau geboren. Einen Teil seiner Schulzeit verbrachte Peter Landau im thüringischen Eisenberg. Das Abitur legte er 1953 am neusprachlichen Rheingau-Gymnasium in Berlin-Friedenau ab. An der Freien Universität Berlin studierte er ab 1953 Geschichte und Philosophie, 1954 begann er das Studium der Rechtswissenschaft an der Universität Freiburg im Breisgau und wechselte 1955 an die Universität Bonn. Er war seit 1956 Stipendiat der Studienstiftung des deutschen Volkes. Die Erste Juristische Staatsprüfung legte er in Köln 1958 ab und wurde 1960 Assistent bei Hermann Conrad in Bonn. Im Jahr 1962, dem Jahr der Spiegel-Affäre, organisierte er in Bonn die größte Studentendemonstration gegen Franz Josef Strauß in der Bundesrepublik. Er wurde 1964 promoviert mit einer Arbeit über die Entstehung des kanonischen Infamiebegriffs. Als Postgraduierter war Landau 1964/65 an der Yale University, wo er vor allem von Stephan Kuttner geprägt wurde und am Institute of Medieval Canon Law an seiner Habilitation arbeitete. Er wurde 1965 an der Yale University zum Lecturer für mittelalterliches kanonisches Recht ernannt. Im Herbst 1966 kehrte er als Assistent der Universität Bonn zurück nach Deutschland. Er habilitierte sich dort 1968. Noch im selben Jahr wurde der 33-jährige Landau als ordentlicher Professor für Historische Kanonistik, Kirchenrecht, Deutsche Rechtsgeschichte und Bürgerliches Recht an die Universität Regensburg berufen. Dort fungierte er 1970/71 als Prorektor der Universität und von 1979 bis 1981 als Dekan der Juristischen Fakultät.

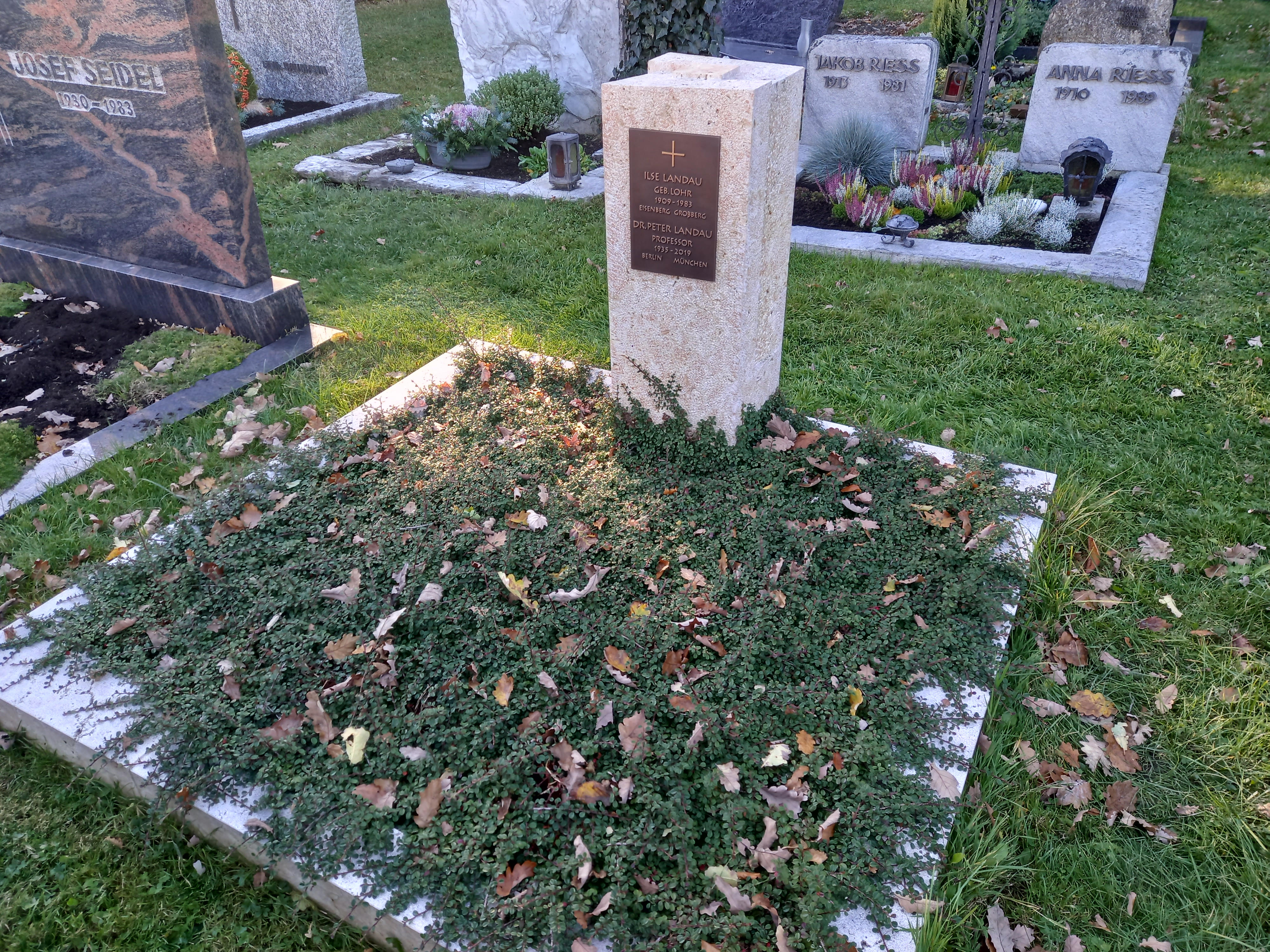
Das Grab von Peter Landau auf dem Friedhof Großberg in Pentling

Es folgten Forschungsaufenthalte an der University of California, Berkeley (1977) und eine Lehrtätigkeit als Visiting Professor an der Universität Chicago (1984). Nachdem Landau Rufe an die Universität Frankfurt (1983 als Nachfolger von Helmut Coing) und an die University of California, Berkeley (1986) abgelehnt hatte, nahm er 1987 einen Ruf an die Universität München auf einen Lehrstuhl für Deutsche Rechtsgeschichte, Neuere Privatrechtsgeschichte, Kirchenrecht, Bürgerliches Recht, Rechts- und Staatsphilosophie an. Damit verbunden war auch das Amt als Direktor des Leopold-Wenger-Instituts für Rechtsgeschichte. 1990/91 folgte ein Forschungsaufenthalt Landaus am Institute for Advanced Study in Princeton. In München war Landau von 1993 bis 1995 als Dekan der Juristischen Fakultät tätig. Von 1988 bis 2000 amtierte Landau als Präsident der Society for Medieval Canon Law in Zürich. Einen weiteren Ruf an die Universität Leipzig lehnte Landau 1993 ab. 2003 wurde Landau entpflichtet; Nachfolger auf seinem Lehrstuhl wurde Harald Siems. Zu seinen akademischen Schülern gehörten unter anderem Udo Wolter, Andreas Thier, Thomas Duve und Wolfgang Forster. Landau war von 1991 bis 2016 Präsident des Stephan Kuttner Institute of Medieval Canon Law; ab 2016 war er Honorary President dieses Instituts.
Landau war seit seiner Studienzeit Mitglied der SPD und langjähriges Mitglied der SPD-Schiedskommission der Partei. Er gehörte zu den Seeheimern innerhalb der SPD und war Gründungsmitglied des Regionalverbandes Seeheimer Oberbayern. Auf dem Kongress der Jungsozialisten in Braunschweig 1967 referierte er zu „Nationalismus und Vergangenheit und die Zukunft der Nation“. Auf dem 4. Rechtspolitischen Kongress der SPD sprach er über die Begrenzung der privatrechtlichen Gestaltungsfreiheit.
Landau war evangelisch und lebte in München. Er heiratete 1971 Angelika Linnemann. Aus der Ehe gingen zwei Kinder hervor. Landau starb 2019 in München. Er wurde auf dem Friedhof Großberg/Pentling bei Regensburg beigesetzt. Die Trauerfeier fand am 28. Juni 2019 in der evangelischen Universitätskirche St. Markus in München im Familien- und Freundeskreis statt.

## Forschungsschwerpunkte

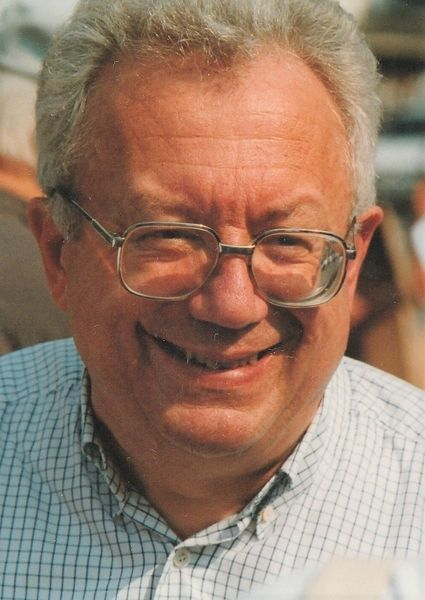
Peter Landau auf dem Internationalen Kanonistenkongreß in Syracuse 1996, aufgenommen von Werner Maleczek

Landau galt als einer der weltweit führenden Kanonisten, der vor allem durch Arbeiten zum mittelalterlichen Kirchenrecht und auch zum evangelischen Kirchenrecht hervorgetreten ist. Er veröffentlichte zahlreiche Studien zu den Kanones-Sammlung des Mittelalters, zum Decretum Gratiani und seinen Kommentatoren, zu den frühen Dekretalensammlungen des 12. Jahrhunderts sowie zur Entfaltung der klassischen Kanonistik bis hin zur Zeit des Liber Sextus. Landau trat vor allem durch eine Vielzahl von Detailstudien, die sich oft auf noch unerforschtes Material aus Handschriften stützten, hervor. Seine Studien basieren auf der Grundidee, dass das Kirchenrecht im 12. und 13. Jahrhundert zu einem modernen Rechtssystem umgebildet wurde. In seiner Dissertation befasste er sich mit dem kirchenrechtlichen Begriff der Infamie. Damit wollte er am Beispiel des „kanonischen Infamiebegriffs von Gratian bis zur Glossa Ordinaria“ „einen Beitrag zur Geschichte der Entwicklung von Rechtsbegriffen in der klassischen Kanonistik“ leisten. Die Habilitation untersuchte das Patronatsrecht im 12. und 13. Jahrhundert. In verschiedenen Arbeiten befasste er sich mit Grundfragen der Stammesrechte. Daneben galt sein Interesse auch der Rechts- und Staatsphilosophie. Er veröffentlichte Studien zur allgemeinen Dogmen- und Ideengeschichte des deutschen Privatrechts. Er widmete sich auch der Aufarbeitung des Nationalsozialismus und des Antisemitismus.
Durch eigene oder von ihm angeregte Forschungen wurden zahlreiche kirchenrechtliche Quellen des Mittelalters erschlossen, oft zum ersten Mal. Mit Rudolph Weigand war er unter anderem an der kritischen Edition der Summa Lipsensis beteiligt; gemeinsam mit Gisela Drossbach edierte er die Collectio Francofurtana. Mit Linda Fowler-Magerl begann er den Aufbau einer Datenbank, die von Fowler-Magerl zur größten Datenbank zu den Quellen des mittelalterlichen Kirchenrechts ausgebaut wurde.
Er veröffentlichte zahlreiche Studien zum Sachsenspiegel. Einflussreich wurde seine These, dass „Eike zunächst partiell ein Neuerer“ war, der dabei „durch das kanonische Recht inspiriert“ worden war. Die bisherige Forschung war hingegen in ihrer Vorstellung von einer Eikes Persönlichkeit von einer vermeintlichen Distanz im Verhältnis zum gelehrten Recht ausgegangen. Durch Landaus Forschungen erscheint Eike als eine Person, die sich in Bibliotheken auskannte und gelehrte Rechtstexte verarbeitet hat. Auf dem International Medieval Congress Leeds 2004 und auf dem 35. Deutschen Rechtshistorikertag in Bonn desselben Jahres hat er die These aufgestellt, dass der Sachsenspiegel des Eike von Repgow in der Zisterzienserabtei Altzella geschrieben worden sei. Zwei Aufsätze widmete er den Regelungen im Sachsenspiegel zur Königswahl.
Im Bereich der Rechtsphilosophie beschäftigte er sich insbesondere mit Karl Christian Friedrich Krause. Ein weiterer Schwerpunkt war die Geschichte jüdischer Juristen im Deutschland des 19. und 20. Jahrhunderts. Besonders positiv wahrgenommen wurde ein umfangreicher Aufsatz über das Schicksal jüdischer Juristen um 1900, der 2020 in monographischer Form erschien. Mit Rolf Rieß erarbeitete Landau eine Edition zu den Lebenserinnerungen Philipp Loewenfelds. Landau initiierte 2000 eine Ringvorlesung über „Große jüdische Gelehrte an der Münchener Juristischen Fakultät“. Eine enge Freundschaft verband ihn mit Michael Stolleis. Beide teilten vor allem das wissenschaftliche Interesse an Forschungen zum Nationalsozialismus.
Sein Verdienst ist es, dass das in Yale und Berkeley geführte Stephan Kuttner Institute of Medieval Canon Law 1991 an der Ludwig-Maximilians-Universität in München angesiedelt wurde.

## Ehrungen und Mitgliedschaften
Für seine Forschungen wurden Landau zahlreiche wissenschaftliche Ehrungen und Mitgliedschaften zugesprochen. Er erhielt Ehrendoktorwürden des Kanonistischen Instituts der Universität München (1997), der Universität Basel (1998) und der Pariser Universität Panthéon-Assas (2001). Er wurde 1985 Mitglied der Bayerischen Akademie der Wissenschaften, wo er von 1990 bis 1998 das Amt des Sekretärs der philosophisch-historischen Klasse bekleidete. Von 1986 bis 2012 war Landau Mitglied der Zentralredaktion der Monumenta Germaniae Historica (MGH).
Von 1994 bis 2001 gehörte er dem Fachbeirat des Max-Planck-Instituts für Europäische Rechtsgeschichte an. Er war korrespondierendes Mitglied der Medieval Academy of America (2001) und der Accademia degli Intronati in Siena (2003). Er war zudem Mitglied der Vereinigung für Verfassungsgeschichte. Im Jahr 2011 wurde Landau die Bayerische Verfassungsmedaille in Silber für seine Verdienste um den Freistaat Bayern als Wissenschaftsstandort verliehen. Für seine Verdienste um die Monumenta Germaniae Historica wurde er im März 2015 mit der Freiherr-vom-Stein-Medaille (MGH) der MGH gewürdigt.

## Schriften (Auswahl)
Schriftenverzeichnisse
- Peter Landau: Deutsche Rechtsgeschichte im Kontext Europas. 40 Aufsätze in vier Jahrzehnten, versehen mit Addenda, Register und einer Gesamtbibliographie des Autors. Wissenschaftlicher Verlag Bachmann, Badenweiler 2016, ISBN 978-3-940523-14-3, S. 937–978 [Bibliographie auf dem Stand Oktober 2015].

Monographien
- Die Entstehung des kanonischen Infamiebegriffs von Gratian bis zur Glossa Ordinaria (= Forschungen zur kirchlichen Rechtsgeschichte und zum Kirchenrecht. Band 5). Böhlau, Köln u. a. 1966 (Zugleich: Bonn, Universität, Dissertation, 1964).
- Ius Patronatus. Studien zur Entwicklung des Patronats im Dekretalenrecht und der Kanonistik des 12. und 13. Jahrhunderts (= Forschungen zur kirchlichen Rechtsgeschichte und zum Kirchenrecht. Band 12). Böhlau, Köln u. a. 1975, ISBN 3-412-11575-4 (Zugleich: Bonn, Universität, Habilitations-Schrift, 1968).
- Rechtsphilosophie unter der Diktatur. Drei Beispiele deutschen Rechtsdenkens während des Zweiten Weltkriegs (= Würzburger Vorträge zur Rechtsphilosophie, Rechtstheorie und Rechtssoziologie. Band 29). Nomos, Baden-Baden 2002, ISBN 3-7890-7723-2 (Rezension).
- Der Archipoeta – Deutschlands erster Dichterjurist. Neues zur Identifizierung des politischen Poeten der Barbarossazeit (= Bayerische Akademie der Wissenschaften, Philosophisch-Historische Klasse. Sitzungsberichte. Jg. 2011, Heft 3). Verlag der Bayerischen Akademie der Wissenschaften, München 2011, ISBN 978-3-7696-1658-3.

Aufsatzsammlungen
- Kanones und Dekretalen. Beiträge zur Geschichte der Quellen des kanonischen Rechts (= Bibliotheca eruditorum. Band 2). Keip, Goldbach 1997, ISBN 3-8051-0200-3.
- Grundlagen und Geschichte des evangelischen Kirchenrechts und des Staatskirchenrechts (= Jus Ecclesiasticum. Band 92). Mohr Siebeck, Tübingen 2010, ISBN 978-3-16-149455-0.
- Europäische Rechtsgeschichte und kanonisches Recht im Mittelalter. Ausgewählte Aufsätze aus den Jahren 1967 bis 2006. Mit Addenda des Autors und Register versehen. Bachmann, Badenweiler 2013, ISBN 978-3-940523-13-6 (bündelt vierzig Studien, die in den Jahren zwischen 1967 und 2006 veröffentlicht worden sind).
- Deutsche Rechtsgeschichte im Kontext Europas. 40 Aufsätze aus vier Jahrzehnten, versehen mit Addenda, Register und einer Gesamtbibliographie des Autors. Bachmann, Badenweiler 2016, ISBN 978-3-940523-14-3.

Edition
- mit Rolf Rieß: Recht und Politik in Bayern zwischen Prinzregentenzeit und Nationalsozialismus, Die Erinnerungen von Philipp Loewenfeld (= Abhandlungen zur rechtswissenschaftlichen Grundlagenforschung. Band 91). Aktiv Dr. & Verlag, Ebelsbach 2004, ISBN 3-932653-16-5.